# 吴起龙
吴起龙（？—？），字雲卿，南直隸鎮江府丹徒縣人，明朝政治人物。

## 生平
万历四十六年（1618年）戊午科应天乡试举人，崇祯元年（1628年）戊辰科進士，授户部主事，降理问，调应天府推官，寻转南户部员外郎，升知福州府。闽俗有挟仇者辄服断肠草，既死，其党移尸至仇家，家立破。起龙至，按死命，反覆推验至数十次，檄有司设厉禁，俗遂革。闽士程坤、陈圣泰之属为仇陷，起龙力争之学使者，事得白，后皆显名。升福建兵备副使，年七十五卒。

## 家族
父吴良贵，以季子吴淑封奉直大夫，嗣以仲子吴起龙赠中宪大夫。姊吴氏，邑之高庄人，性静慧，幼稚时不喜嬉戏。许配金坛曹氏子，年十四，曹氏子夭亡，吴氏向父请求一同赴曹家吊丧，父许诺，至其家，凭棺哀哭，回家后即闭门礼佛，朝夕诵经，父母去世后，督课二弟吴起龙、吴淑，先后成进士，又纺织布匹出售，为曹氏子营墓树松柏，岁时伏腊往哭奠。曹氏致之养田，吴父没有接受，合乡父老生员上状给巡按御史，请朝廷旌表其门。崇祯二年得旌曰“淑贞”，建祠及坊，远近士大夫为诗歌传，传颂其事。松江陈继儒题之曰《贞节录》，福建蒋德璟为序，因名以曹贞吴。吴氏卒后，其侄女（吴起龙次女）冯贞吴（幼许金坛冯心晓长子）复以贞节著名里中。